# Imad Rondić
Imad Rondić (Sarajevo, 16 febbraio 1999) è un calciatore bosniaco, attaccante del Widzew Łódź.

## Caratteristiche tecniche
È un centravanti.

## Carriera

### Club
Cresciuto nel settore giovanile del Mladost D. Kakanj, debutta in prima squadra il 26 novembre 2016 giocando l'incontro del campionato bosniaco di prima divisione vinto 3-0 contro l'Olimpik Sarajevo.

### Nazionale
Ha giocato nella nazionale bosniaca Under-19.

## Statistiche

### Presenze e reti nei club
Statistiche aggiornate al 23 febbraio 2025.
| Stagione              | Squadra               | Campionato            | Campionato | Campionato | Coppe nazionali | Coppe nazionali | Coppe nazionali | Coppe continentali | Coppe continentali | Coppe continentali | Altre coppe | Altre coppe | Altre coppe | Totale | Totale | Totale |
| Stagione              | Squadra               | Comp                  | Pres       | Reti       | Comp            | Pres            | Reti            | Comp               | Pres               | Reti               | Comp        | Pres        | Reti        | Pres   | Reti   |        |
| --------------------- | --------------------- | --------------------- | ---------- | ---------- | --------------- | --------------- | --------------- | ------------------ | ------------------ | ------------------ | ----------- | ----------- | ----------- | ------ | ------ | ------ |
| 2016-2017             | Mladost D. Kakanj     | PL                    | 3          | 0          | CB              | 4               | 0               | -                  | -                  | -                  | -           | -           | -           | 7      | 0      |        |
| lug.-dic. 2018        | Viktoria Žižkov       | FNL                   | 12         | 2          | CRC             | 3               | 3               | -                  | -                  | -                  | -           | -           | -           | 15     | 5      |        |
| gen.-giu. 2020        | Slovan Liberec        | 1L                    | 15         | 0          | CRC             | 2               | 0               | -                  | -                  | -                  | -           | -           | -           | 17     | 0      |        |
| 2020-2021             | Slovan Liberec        | 1L                    | 30         | 6          | CRC             | 3               | 1               | UEL                | 2                  | 0                  | -           | -           | -           | 35     | 7      |        |
| 2021-2022             | Slovan Liberec        | 1L                    | 30         | 4          | CRC             | 1               | 0               | -                  | -                  | -                  | -           | -           | -           | 31     | 4      |        |
| 2022-2023             | Slovan Liberec        | 1L                    | 28         | 4          | CRC             | 4               | 3               | -                  | -                  | -                  | -           | -           | -           | 32     | 7      |        |
| Totale Slovan Liberec | Totale Slovan Liberec | Totale Slovan Liberec | 103        | 14         |                 | 10              | 4               |                    | 2                  | 0                  |             | -           | -           | 115    | 18     |        |
| 2023-2024             | Widzew Łódź           | EK                    | 32         | 5          | CP              | 3               | 2               | -                  | -                  | -                  | -           | -           | -           | 35     | 7      |        |
| 2024-feb. 2025        | Widzew Łódź           | EK                    | 18         | 9          | CP              | 2               | 0               | -                  | -                  | -                  | -           | -           | -           | 20     | 9      |        |
| Totale Widzew Lódz    | Totale Widzew Lódz    | Totale Widzew Lódz    | 50         | 14         |                 | 5               | 2               |                    | -                  | -                  |             | -           | -           | 55     | 16     |        |
| feb.-giu. 2025        | Colonia               | 2L                    | 3          | 0          | CG              | 1               | 0               | -                  | -                  | -                  | -           | -           | -           | 4      | 0      |        |
| Totale carriera       | Totale carriera       | Totale carriera       | 171        | 30         |                 | 23              | 9               |                    | 2                  | 0                  |             | -           | -           | 196    | 39     |        |

## Palmarès

### Club

#### Competizioni nazionali
- Campionato tedesco di seconda divisione: 1

Colonia: 2024-2025